# O Primeiro Amor (telenovela)
O Primeiro Amor é uma telenovela brasileira que foi produzida e exibida pela TV Globo de 24 de janeiro a 20 de outubro de 1972, em 227 capítulos. Substituiu Minha Doce Namorada e foi substituída por Uma Rosa com Amor, sendo a 10.ª "novela das sete" exibida pela emissora.
Escrita por Walther Negrão e dirigida por Régis Cardoso e Walter Campos, foi produzida em preto-e-branco.
Contou com: Sérgio Cardoso, Leonardo Villar, Rosamaria Murtinho, Aracy Balabanian, Tônia Carrero, Paulo José, Flávio Migliaccio e Suzana Gonçalves nos papéis principais.
Assim como grande parte das tramas anteriores ao ano de 1975, foi totalmente perdida no incêndio que atingiu o acervo da TV Globo em 1976. Restando apenas chamadas de estreia e fotos de bastidores.

## Enredo
O professor Luciano Lima (Sérgio Cardoso / Leonardo Villar) chega à fictícia cidade de Nova Esperança, em Santa Catarina, para assumir a direção de um colégio. Viúvo e melancólico, Luciano contrata a governanta Paula (Rosamaria Murtinho) para cuidar dos seus quatro filhos: Rui (Marco Nanini), Babi (Susana Gonçalves), Júnior (Herivelto Martins Filho) e Zizi (Rosana Garcia). O professor acaba se apaixonando por Paula e o romance enfrenta forte resistência de Babi, a mais rebelde dos quatro.
Luciano também encontra dificuldades para lidar com o colégio. Seu primeiro amor, a professora de inglês Maria do Carmo (Tônia Carrero), faz de tudo para se apossar do cargo de diretora. Paralelamente, uma turma de alunos rebeldes e desajustados, chefiada pelo motoqueiro Rafa (Marcos Paulo), tumultua o ambiente escolar e incomoda os outros estudantes. Rafa é inconsequente e desperta a atenção de Helena (Nívea Maria), jovem estudante a quem não dá importância.
Nesse cenário de tumulto no colégio aparece a psicóloga Giovana (Aracy Balabanian), contratada por Luciano para lidar com os alunos transgressores. A profissional também se apaixona pelo professor, formando um triângulo amoroso com Paula e este.
Temos também a história de Shazan (Paulo José) e Xerife (Flávio Migliaccio), amigos de infância que trabalham na oficina de bicicletas de Nova Esperança. Shazan é filho de seu Quim (Sadi Cabral) e dona Júlia (Elza Gomes), já Xerife é irmão de Astúria (Zezé Macedo). A dupla de trapalhões é inventora de objetos estranhos como a Camicleta - cruzamento de caminhão com bicicleta. Além disso, tem como maior objetivo buscar uma peça mágica para construir uma bicicleta voadora.

## Elenco
| Interprete              | Personagem                   |
| ----------------------- | ---------------------------- |
| Sérgio Cardoso          | Professor Luciano Lima       |
| Leonardo Villar         | Professor Luciano Lima       |
| Rosamaria Murtinho      | Paula                        |
| Aracy Balabanian        | Giovana                      |
| Tônia Carrero           | Professora Maria do Carmo    |
| Paulo José              | Hércules (Shazan)            |
| Flávio Migliaccio       | Jetárcere (Xerife)           |
| Suzana Gonçalves        | Bárbara Lima (Babi)          |
| Marco Nanini            | Rui Lima                     |
| Nívea Maria             | Helena                       |
| Marcos Paulo            | Rafael (Rafa)                |
| Renata Sorrah           | Mariana                      |
| Roberto Pirillo         | Hélio                        |
| Elza Gomes              | Dona Júlia                   |
| Sadi Cabral             | Seu Quim                     |
| Jardel Mello            | Professor Silas              |
| Murilo Nery             | Vicente                      |
| Angelo Antônio          | Moby Dick                    |
| Ênio Carvalho           | Léo                          |
| Djenane Machado         | Glória (Glorinha)            |
| Reinaldo Gonzaga        | Professor Maurício           |
| Rosana Garcia           | Zilda Lima (Zizi)            |
| Herivelto Martins Filho | Luciano Lima Júnior (Júnior) |
| Sérgio Mansur           | Rica                         |
| João Luís Wildner       | João                         |
| Ubiratan Martins        | Bira                         |
| Nair Prestes            | Maria                        |
| João Zacarias           | Astrogildo                   |
| Antônio Carlos          | Jairo                        |
| Teresa Cristina         | Cris                         |
| Kleber Drable           | Aristides                    |
| Margot Louro            | Mercedes                     |
| Mario Guimarães         | Padre Celso                  |
| Luiz Nardini            | Josuel                       |
| Mário Gomes             | Bill                         |
| Solange Radislovich     | Rosa                         |
| Lícia Magna             |                              |

### Participações especiais
| Interprete     | Personagem       |
| -------------- | ---------------- |
| Célia Biar     | Olga             |
| Mieli Amaro    | Zeni do Cartório |
| Darcy de Souza | Professora Aracy |
| Macedo Neto    | Dr. Mateus       |
| Jeanette Lupe  | Sílvia           |

## Produção
O elenco de O Primeiro Amor sofreu um duro golpe em 18 de agosto de 1972, faltando 28 capítulos do final da novela: Sérgio Cardoso, o protagonista da novela, faleceu vítima de um ataque cardíaco. A morte do ator gerou comoção nacional. Para substituí-lo, foi convocado Leonardo Villar. Sua primeira cena foi ao ar no capítulo 200, com uma singela homenagem a Sérgio Cardoso. A imagem no vídeo foi congelada após o ator deixar um aposento. Reunido com o resto do elenco no palco do Teatro Fênix, o ator Paulo José leu um texto anunciando a mudança e relembrando a trajetória de Sérgio Cardoso  no teatro e na televisão, e explicou que, a partir daquele momento, Leonardo Villar, amigo pessoal de Sérgio, dos tempos do Teatro Brasileiro de Comédia, passaria a substituir o colega, até como forma de homenageá-lo. Em seguida, a cena prosseguiu e, quando a porta do aposento se abriu novamente, Leonardo entrou em cena, já como o professor Luciano.
Os principais destaques do humor da telenovela são Shazan e Xerife, que rapidamente conquistaram o público infanto-juvenil. Juntos, os personagens fizeram tanto sucesso que, com o encerramento da telenovela, ganharam um seriado próprio, Shazan, Xerife e Cia. (1972). Além disso, retornaram numa participação especial em Era uma Vez... (1998), também de Walther Negrão e também ambientada na cidade fictícia de Nova Esperança.
A primeira dupla escolhida por Negrão para viver Shazan e Xerife foram Paulo José e Armando Bógus, porém mudou de ideia pelo argumento de que os dois atores tinham características semelhantes. Flávio Migliaccio acabou sendo o escolhido para viver Xerife. Além de excelente química diante das câmeras, Paulo José e Flávio Migliaccio reuniam outras qualidades que se complementavam e que ajudaram a estabelecer o estilo de interpretação e a apresentação visual de Shazan e Xerife. Ambos exerciam outras atividades no teatro (Paulo dirigia e Flávio escrevia), o que facilitava o trabalho de direção, bem como desenvolviam os próprios figurinos da dupla.
Adaptada em 1973 pela Televisa, no México, intitulada Mi primer amor.

## Exibição
A novela começou a ser reprisada na faixa da tarde enquanto estava no ar entre 18 de maio de 1972 a 28 de março de 1973 substituindo Meu Pedacinho de Chão e sendo substituída por Uma Rosa com Amor.
Todos os capítulos de O Primeiro Amor foram perdidos no incêndio ocorrido nos estúdios da TV Globo no Rio de Janeiro, em 1976, restando apenas chamadas de estreia e as fotos de bastidores.[carece de fontes?]

## Música
O Primeiro Amor foi a primeira novela das sete a ter sua trilha sonora internacional lançada em disco.

### Nacional
Capa: logotipo da novela
1. Hey Shazan! – Osmar Milito e Quarteto Forma
2. Desmazelo – Maria Creuza
3. Mariana – Eustáquio Sena
4. Perambulando – Golden Boys
5. Cada Segundo – Os Vips
6. O Primeiro Amor – Quarteto Forma
7. Encabulada – Osmar Milito e Quarteto Forma
8. Distorção – Antônio Carlos & Jocafi
9. Saque Saque – Betinho
10. Fogo de Lenha – Jacks Wu
11. Podes Crer – Osmar Milito e Quarteto Forma
12. Cadê Você? – Luiz Carlos Sá
13. Amarelinha – Paulo José

### Internacional
Capa: logotipo da novela
1. Pop Concerto – Pop Concerto Orchestra
2. Fille Du Vent – Pierre Groscolas
3. It's Impossible – The Supremes & The Four Tops
4. Mamina – Pascal Daniel
5. I Wanna Be Where You Are – Michael Jackson
6. Give Me Some Kind Of Sign –  MardiGrass
7. Prelude Pour Piano – Saint-Preux
8. Long Ago Tomorrow – B. J. Thomas
9. Don't Count Your Chickens – Honey Cone
10. Hurt So Bad – Dionne Warwick
11. Shaft – Ricky Jones
12. See Me – David Smith
13. Stick Up – Honey Cone
14. I Don't Know Any Better – B. J. Thomas